# Клавофабеллины
Клавофабелли́ны (лат. Clavofabellina) — род вымерших ракообразных из класса ракушковых, единственный в семействе Clavofabellinidae. Жили во времена конца силурийского — девонского периодов (423,0—402,5 млн лет назад). Род был также широко распространён в среднем девоне на территории современных Урала, Тимана и Восточно-Европейской платформы.

## Этимология
Родовое название указывает на близость к Clavofabella.

## История изучения
В 1955 году Елена Николаевна Поленова описала род Leperditellina, включающий в себя 4 вида: Leperditellina diffusa, Leperditellina abunda, Leperditellina miranda и «Leperditellina» crassa, с указанием того, что Leperditellina diffusa является типовым видом. Род был признан недействительным, потому что описание типового вида отсутствовало. Нецкая[уточнить] отнесла Leperditellina diffusa к роду клавофабеллин в 1960 году; остальные виды были распределены по другим родам.
В 1968 году Поленова описала род Clavofabellina по ископаемым остаткам Clavofabellina abunda. В том же году появилось описание рода Svislinella, который позднее был признан младшим синонимом клавофабеллин.

## Описание
Раковина усечённо-овальная со скошенным вперёд задним краем, равностворчатая или с незначительно большей правой створкой. В средней части раковины иногда имеется небольшое понижение или мускулистое пятно вдоль свободного края каждой створки по тонкому краевому ребру. Вдоль заднего края некоторых взрослых форм (предположительно самок) имеется дополнительное ребро. Наибольшая выпуклость в задней части створок представляет широкое вздутие от середины заднего конца до середины брюшного края. Поверхность гладкая, неясно- и мелкоячеистая. 
Очертание заднего и переднего краёв раковины асимметрично. Спинное ребро и аддукторная ямка отсутствуют. 
Были малоподвижными бентосными ракообразными, жившими на поверхности грунта. Размер тела составляет примерно 32 мм.

## Систематика
Возможно, род произошёл от силурийских Clavofabella. 

### Классификация
В род включают следующие вымершие таксоны:
- Clavofabellina abunda Polenova, 1968 [syn. Leperditellina abunda Polenova, 1955typus]
  - Clavofabellina abunda minor Polenova, 1968
  - Clavofabellina abunda miscella Abushik, 1980
- Clavofabellina attenuata Abushik, 1980
- Clavofabellina borealis Polenova, 1974
- Clavofabellina costata Zenkova, 1988
- Clavofabellina ertangensis Schallreuter, 1995 [syn. Svislinella ertangensis Wang, 1982]
- Clavofabellina fukujiensis Tanaka, Siveter & Williams, 2018
- Clavofabellina markowskii Rozhdestvenskaya, 1972
- Clavofabellina obesa Sun & Wang, 1985
- Clavofabellina poslovicensis Malec & Racki, 1993
- Clavofabellina prisca Adamczak & Becker, 1983
- Clavofabellina reticulata Polenova, 1968
- Clavofabellina sila Schallreuter, 1995
- Clavofabellina straba Polenova, 1974
- Clavofabellina tenuis Polenova, 1974 [syn. Svislinella tenuis Adamczak, 1968]
- Clavofabellina uralensis Zenkova, 1975
- Clavofabellina zaninae Rozhdestvenskaya, 1972

Сомнительные таксоны
- «Clavofabellina» diffusa Neckaja, 1960
- «Clavofabellina» dorsicostata Abushik, 1980